# Peter Heger

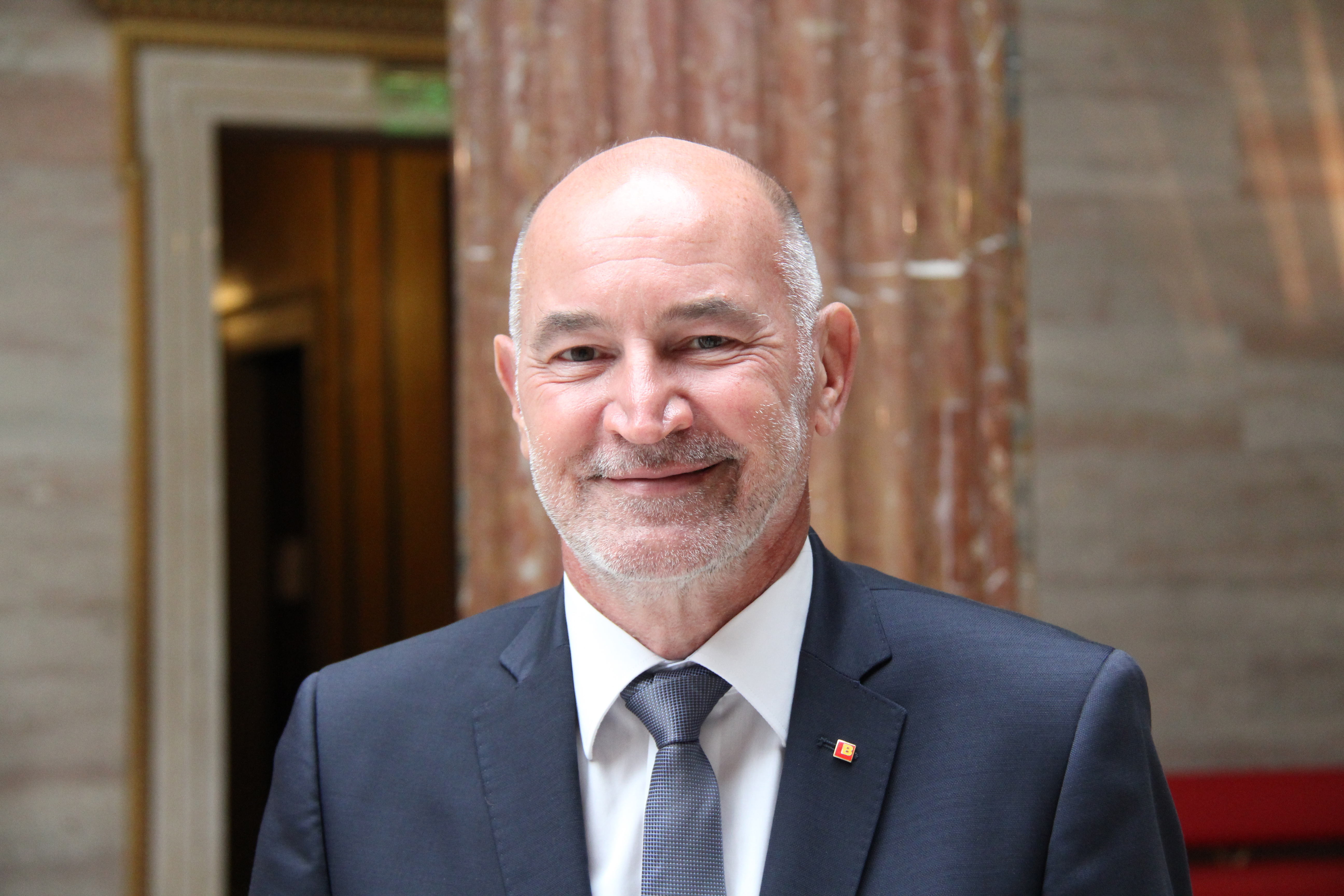
Peter Heger (2015)

Peter Heger (* 15. November 1956 in Wiener Neustadt) ist ein österreichischer Politiker (SPÖ). Heger war von 2017 bis Februar 2020 Abgeordneter zum Burgenländischen Landtag. Von 2007 bis 2017 war er zudem Bürgermeister der Marktgemeinde Horitschon. Zuvor war er von 2010 bis 2017 aus dem Burgenland entsandtes Mitglied des österreichischen Bundesrats.

## Ausbildung und Beruf
Peter Heger wurde am 15. November 1956 in der niederösterreichischen Stadt Wiener Neustadt an der Grenze zum Burgenland geboren und besuchte die Volksschule und das Bundesrealgymnasium in Oberpullendorf. Anschließend daran begann er 1976 ein Lehramtsstudium für Germanistik und Publizistik an der Universität Wien. Am 1. September 1982 trat er als Erzieher in den Dienst der Wiener Arbeiterkammer ein. Von 1984 bis 1986 absolvierte er parallel dazu die Externistenprüfung für Erzieher am Sozialpädagogischen Institut Wien.
Mit 1. März 1989 wurde Peter Heger Assistent des Leiters der Außenstelle Floridsdorf der Wiener Arbeiterkammer, am 1. Jänner 1995 Leiter der Informations- und Beratungsstelle Floridsdorf in der Arbeiterkammer. 1997 schloss er den Universitätslehrgang für Werbung und Verkauf an der Wirtschaftsuniversität Wien als Akademisch geprüfter Werbekaufmann ab, 1999 absolvierte er zusätzlich noch eine Arbeits- und Sozialrechtsausbildung an der Niederösterreichischen Arbeiterkammer. Seit 1. Jänner 2008 ist Peter Heger hauptberuflich als Revisor für Betriebsratsfonds in der Wiener Arbeiterkammer tätig.

## Politischer Werdegang
Politisch ist Peter Heger seit 5. April 2001 in der Sozialdemokratischen Partei Österreichs als Funktionär tätig. Mit diesem Datum wurde er zum Ortsparteivorsitzenden der SPÖ Horitschon gewählt. Er ist Mitglied der Bezirksparteikontrolle und des Bezirksparteipräsidiums der SPÖ im Bezirk Oberpullendorf sowie Vorsitzender der Landesparteikontrolle und Mitglied des Landesparteivorstandes der SPÖ im Burgenland. Von 15. Oktober 2007 bis 10. Oktober 2017 war Heger darüber hinaus Bürgermeister seiner Heimatgemeinde Horitschon.
Nach der Landtagswahl im Burgenland 2015 wurde Peter Heger mit 9. Juli 2015 vom neu gewählten Burgenländischen Landtag als einer der Vertreter des Burgenlands in den österreichischen Bundesrat entsandt. Mit dem Wechsel von Klaudia Friedl in den Nationalrat nach der Nationalratswahl 2017 wurde Peter Heger deren Nachfolger als Landtagsabgeordneter im Burgenländischen Landtag. Nach der Landtagswahl 2020 schied er aus dem Landtag aus.

## Auszeichnungen
- 2020: Großes Ehrenzeichen des Landes Burgenland in Gold[4]